# Jeremy Reich
Pour les articles homonymes, voir Reich (homonymie).
Jeremy Reich (né le 11 février 1979 à Craik, dans la province de la Saskatchewan au Canada) est un joueur professionnel de hockey sur glace qui évoluait à la position d'ailier gauche.

## Carrière
Réclamé par les Blackhawks de Chicago au deuxième tour du repêchage de 1997 de la Ligue nationale de hockey alors qu'il évolue pour les Thunderbirds de Seattle de la Ligue de hockey de l'Ouest. Malgré cette sélection, il retourne la saison suivante en LHOu, débutant avec les Thunderbirds il est échangé au cours de l'année aux Broncos de Swift Current pour qui il s'aligne durant deux autres saisons.
Devenant joueur professionnel en 2000 et incapable de s'entendre avec les Blackhawks, il rejoint alors l'organisation des Blue Jackets de Columbus. Il dispute ses trois premières saisons au sein des Blue Jackets avec leur club affilié dans la Ligue américaine de hockey, le Crunch de Syracuse, avant de se voir être appelé à prendre part à ses premières parties avec Columbus en 2003-2004.
Retournant avec le Crunch pour le reste de la saison, il entâme la saison suivante avec ceux-ci avant d'être prêté pour la balance de la saison aux Aeros de Houston. Redevenant agent libre à l'été 2005, il signe alors avec les Bruins de Boston et rejoint leur club-école en LAH, les Bruins de Providence.
Disputant cette première saison en entier avec Providence, il partage la saison 2006-2007 entre la LAH et la LNH puis, en 2007-2008, il obtient un poste permanent avec le grand club.
Retourné à Providence où il dispute la saison 2008-2009, il se joint par la suite pour une saison aux Islanders de New York et s'aligne alors avec leur filiale des Sound Tigers de Bridgeport. Retrouvant son autonomie à l'été 2010, il revient avec les Bruins, il ne reste avec ces derniers que pour une saison avec de rejoindre le ERC Ingolstadt de la DEL en Allemagne.
Le 6 septembre 2012, Jeremy Reich se retire de la compétition, il accepte alors un poste d'assistant-entraîneur et directeur général adjoint chez les Eagles de Canmore, club de la Ligue de hockey junior de l'Alberta.

### Statistiques en club
| Saison     | Équipe                     | Ligue      |     | Saison régulière | Saison régulière | Saison régulière | Saison régulière | Saison régulière |   | Séries éliminatoires | Séries éliminatoires | Séries éliminatoires | Séries éliminatoires | Séries éliminatoires |
| Saison     | Équipe                     | Ligue      | PJ  | B                | A                | Pts              | Pun              | PJ               | B | A                    | Pts                  | Pun                  |                      |                      |
| 1994-1995  | Contacts de Saskatoon      | SMHL       | 35  | 13               | 20               | 33               | 81               | -                | - | -                    | -                    | -                    |                      |                      |
| 1995-1996  | Thunderbirds de Seattle    | LHOu       | 65  | 11               | 11               | 22               | 88               | 5                | 0 | 1                    | 1                    | 10                   |                      |                      |
| 1996-1997  | Thunderbirds de Seattle    | LHOu       | 62  | 19               | 31               | 50               | 134              | 15               | 2 | 5                    | 7                    | 36                   |                      |                      |
| 1997-1998  | Thunderbirds de Seattle    | LHOu       | 43  | 24               | 23               | 47               | 121              |                  |   |                      |                      |                      |                      |                      |
| 1997-1998  | Broncos de Swift Current   | LHOu       | 22  | 8                | 8                | 16               | 47               | 12               | 5 | 6                    | 11                   | 37                   |                      |                      |
| 1998-1999  | Broncos de Swift Current   | LHOu       | 67  | 21               | 28               | 49               | 220              | 6                | 0 | 3                    | 3                    | 26                   |                      |                      |
| 1999-2000  | Broncos de Swift Current   | LHOu       | 72  | 33               | 58               | 91               | 167              | 12               | 2 | 10                   | 12                   | 19                   |                      |                      |
| 2000-2001  | Crunch de Syracuse         | LAH        | 56  | 6                | 9                | 15               | 108              | 5                | 0 | 0                    | 0                    | 6                    |                      |                      |
| 2001-2002  | Crunch de Syracuse         | LAH        | 59  | 9                | 7                | 16               | 178              | 10               | 4 | 0                    | 4                    | 16                   |                      |                      |
| 2002-2003  | Crunch de Syracuse         | LAH        | 78  | 14               | 13               | 27               | 195              |                  |   |                      |                      |                      |                      |                      |
| 2003-2004  | Blue Jackets de Columbus   | LNH        | 9   | 0                | 1                | 1                | 20               |                  |   |                      |                      |                      |                      |                      |
| 2003-2004  | Crunch de Syracuse         | LAH        | 72  | 14               | 37               | 51               | 150              | 6                | 1 | 1                    | 2                    | 13                   |                      |                      |
| 2004-2005  | Crunch de Syracuse         | LAH        | 50  | 4                | 5                | 9                | 189              |                  |   |                      |                      |                      |                      |                      |
| 2004-2005  | Aeros de Houston           | LAH        | 18  | 3                | 4                | 7                | 34               | 5                | 0 | 1                    | 1                    | 28                   |                      |                      |
| 2005-2006  | Bruins de Providence       | LAH        | 77  | 8                | 15               | 23               | 235              | 6                | 0 | 0                    | 0                    | 27                   |                      |                      |
| 2006-2007  | Bruins de Boston           | LNH        | 32  | 0                | 1                | 1                | 63               |                  |   |                      |                      |                      |                      |                      |
| 2006-2007  | Bruins de Providence       | LAH        | 46  | 4                | 7                | 11               | 105              |                  |   |                      |                      |                      |                      |                      |
| 2007-2008  | Bruins de Boston           | LNH        | 58  | 2                | 2                | 4                | 78               | 4                | 0 | 0                    | 0                    | 8                    |                      |                      |
| 2008-2009  | Bruins de Providence       | LAH        | 76  | 21               | 13               | 34               | 139              | 16               | 3 | 5                    | 8                    | 21                   |                      |                      |
| 2009-2010  | Sound Tigers de Bridgeport | LAH        | 33  | 12               | 8                | 20               | 24               | 5                | 1 | 2                    | 3                    | 4                    |                      |                      |
| 2010-2011  | Bruins de Providence       | LAH        | 72  | 14               | 9                | 23               | 52               |                  |   |                      |                      |                      |                      |                      |
| 2011-2012  | ERC Ingolstadt             | DEL        | 41  | 2                | 11               | 13               | 117              | 9                | 0 | 3                    | 3                    | 16                   |                      |                      |
| Totaux LNH | Totaux LNH                 | Totaux LNH | 99  | 2                | 4                | 6                | 161              | 4                | 0 | 0                    | 0                    | 8                    |                      |                      |
| Totaux LAH | Totaux LAH                 | Totaux LAH | 637 | 109              | 127              | 236              | 1 409            | 53               | 9 | 9                    | 18                   | 115                  |                      |                      |

## Transactions en carrière
- Repêchage 1997 : réclamé par les Blackhawks de Chicago (2e choix de l'équipe, 39e au total).
- 20 décembre 1997 : échangé par les Thunderbirds de Seattle aux Broncos de Swift Current en retour de Jeffrey Beatch.
- 17 mai 2000 : signe à titre d'agent libre avec les Blue Jackets de Columbus.
- 10 mars 2005 : prêté par le Crunch de Syracuse aux Aeros de Houston en retour du prêt par les Aeros de Jason Beckett.
- 7 septembre 2005 : signe à titre d'agent libre avec les Bruins de Boston.
- 2 juillet 2009 : signe à titre d'agent libre avec les Islanders de New York.
- 3 juillet 2010 : signe à titre d'agent libre avec les Bruins de Boston.
- 30 avril 2011 : signe à titre d'agent libre avec le ERC Ingolstadt de la DEL.
- 6 septembre 2012 : annonce son retrait de la compétition.